# 床塚
床塚（とこつか、1976年1月15日 - ）は、大相撲の床山。本名は塚本真純→川俣真純。神奈川県相模原市南区出身。玉ノ井部屋所属。現在一等床山を務めている。

## 履歴
- 1991年11月場所 - 採用。
- 1999年以前 - 四等床山。
- 2003年1月場所 - 三等床山に昇進。
- 2012年1月場所 - 二等床山に昇進。
- 2022年1月場所 - 一等床山に昇進。